# Кирило Філософ
Кирило (чернече ім'я) грец. Κύριλλος, Костянтин (світське ім'я) грец. Κωνσταντίνος; 827, Солунь — 14 лютого 869, Рим, Папська держава — святий рівноапостольний, грецький місіонер. Разом з братом Мефодієм є творцем слов'янської абетки. Через любов Кирила до книжності та аскетизму його іменували Філософом (грец. Φιλόσοφος). Проповідував у Фулах.

## Життєпис

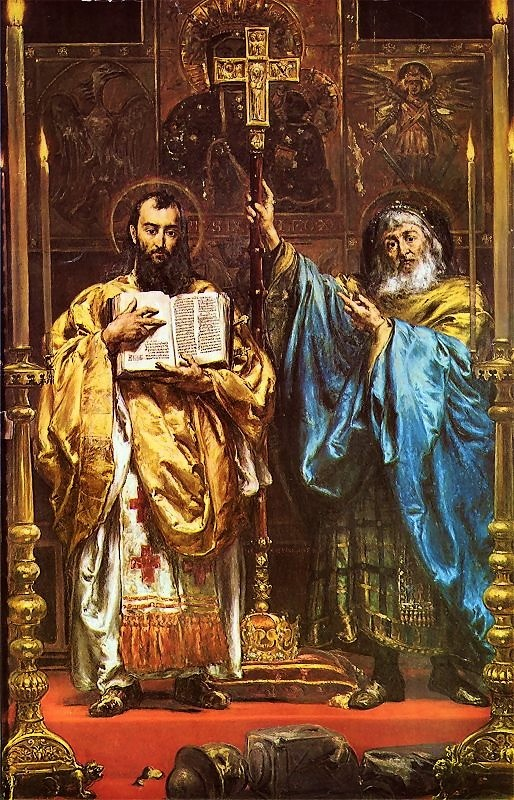
Кирило та Методій

Кирило народився в місті Фесалоніки у багатодітній родині знатної особи (був наймолодшим із 7 дітей); його батько Лев, за даними «Просторого житія Кирила», мав звання друнгарія (одне з високих звань у військовій та цивільній адміністрації Візантії).
У 14 років він вирушив до Константинополя, там одним з його вчителів став Фотій (майбутній патріарх), а вчився він, нібито, разом з малолітнім візантійським імператором Михаїлом III. Уже через 3 місяці від початку занять він опанував грамоту і почав опановувати «сім вільних наук». Коли підріс, то мав нагоду одружитися з гарною і багатою дівчиною, однак відмовився від сімейного життя.
Помітивши його аскетичний нахил, наставник Кирила призначив його бібліотекарем при соборі св. Софії в Константинополі, хартофілаксом (буквально «хранитель бібліотеки»; тоді це дорівнювало сучасному званню академіка). Був викладачем філософії в тому ж Магнаврському університеті, де недавно вчився сам.
Взірцями для нього були кападокійські святі, зокрема Григорій Богослов. Викладав у школах, жив у монастирях (хоча не був монахом тоді, бо чернечий постриг прийняв у 869 р., перед самою смертю). Здійснив три місії: до арабів (бл. 851 р.), до хозарів (бл. 861 р., разом з братом Мефодієм) і до слов'ян (бл. 863 р., також разом з Мефодієм). Під час місії до хозарів знайшов мощі Папи Римського святого Климента I, у хазарській столиці разом з братом охрестив 200 осіб («чаді»). У місію до слов'ян був відряджений на прохання великоморавського князя Ростислава, надіслане ним до Константинополя, направити до Великоморавського князівства просвітителя, котрий міг би витлумачити Святі книги. Йому приписують створення слов'янської азбуки (дослідники припускають, що нею була глаголиця, хоча його іменем названа інша система письма — кирилиця). У слов'ян Кирило та Мефодій провели, за різними джерелами, близько 3 або 4 років і потім вирушили за наказом Папи Римського Адріана II до Риму. По дорозі, у Венеції, відбулася їхня полеміка з «триязичниками» — противниками слов'янської книжності та богослужіння.
Помер у Римі. Похований там у церкві святого Климента.

### Відомості
Першу версію «Просторого житія Кирила» написано, можливо, саме в Римі, фрагменти з неї потім були запозичені до Італійської легенди (написана між 876 р. та 880 р.). У «Житії…», як припускають дослідники, вміщено фрагменти з творів самого Кирила (зокрема, з приписуваного йому гімну Клименту I Римському, а також з урочистого слова та короткої повісті, присвячених обретінню мощів святого). Тривалий час його вважали автором «рос. Написания о правой вере», однак згодом було встановлено, що «Написання…» становить собою збірку перекладів віросповідання патріарха Никифора та низки інших творів. Йому приписують полеміку зі скинутим патріархом-іконоборцем Іоанном VII Граматиком.

## Вшанування пам'яті
- Канонізація — IX століття; 30 вересня 1880 р. (Пій IX). День пам'яті 14 лютого, 11 травня, 5 липня, 27 липня.
- Пам'ятник Святому Кирилу є в місті Київ.
- Пам'ятник Святому Кирилу є складовою пам'ятника Колона Святої Трійці у місті Оломоуц, що в Чехії.
- 30 грудня 1980 р. Апостольським посланням «Egregiae Virtutis» Папа Римський Іван Павло II оголосив Кирило та його брата Мефодія покровителями Європи.